# Eudald Duran i Reynals
Eudald Duran i Reynals (Barcelona, 22 de setembre de 1891 - París, 23 de desembre de 1917) va ser un escriptor noucentista barceloní, membre del grup La Revista.

## Biografia
Va néixer al carrer de la Diputació de Barcelona, fill de l'escriptor Manuel Duran i Duran i d'Agnès Reynals i Mallol. Fou germà de Francesc (científic), Raimon (arquitecte), Manuel (empresari) i Estanislau Duran i Reynals (advocat i polític). Fou net, per part de mare, de l'advocat i escriptor Estanislau Reynals i Rabassa.
Gràcies a una pensió de l'Institut d'Estudis Catalans, on havia col·laborat com a catalogador de la seva biblioteca, se'n va anar a viure a París, on va morir sobtadament als 26 anys, a la Rue de l'Odeon. Fou amic d'altres personatges de l'època com Elies Rogent i Masó, Josep Maria de Sagarra i Carles Riba
Va publicar diverses narracions amb influències noucentistes que van ser publicades totes juntes en un mateix llibre el 1952, Proses completes.

## Obra
- 1952- Proses completes